# Kamienica Stowarzyszenia „Betania”
Kamienica Stowarzyszenia „Betania” – neobarokowa kamienica położona przy ul. Piotrkowskiej 275 w Łodzi, początkowo należąca do stowarzyszenia oświatowego „Betania”, tworzonego przez stowarzyszenie braci czeskich „Jednota”, powstała w 1911 r., zaprojektowana przez Romualda Millera. Obiekt jest wpisany do Gminnej Ewidencji Zabytków miasta Łodzi.
Budynek został wykonany w stylistyce neobarokowej. Obiekt został podzielony horyzontalnie poprzez gzymsy, budynek posiada wykusze na trzech kondygnacjach w skrajnych częściach elewacji oraz na wysokości czwartej kondygnacji, w centralnej części kamienicy. Zdobnictwo budynku jest skromne, z wyjątkiem zwieńczeń wykuszy, pokrytych manierystycznymi detalami. Natomiast charakterystyczny dla budynku jest czerwony tynk na całości elewacji oraz wysoki szczyt kamienicy usytuowany w jej centralnej części, zdobiony dekoracyjnymi spływami oraz kartuszem ujętym w rollwerk. Ponadto budynek mieścił w podwórzu kaplicę Wolnego Kościoła Reformowanego, skupiającego mieszkańców Łodzi pochodzenia czeskiego.